# Thomas Ewing (homme politique australien)
Pour les articles homonymes, voir Ewing.
Sir Thomas Thomson Ewing, né le 9 octobre 1856 à Pitt Town et mort le 15 septembre 1920 à Sydney, est un homme politique australien.

## Biographie
Fils d'un membre du clergé anglican, à l'âge de 20 ans il trouve un emploi dans le domaine de l'arpentage auprès du gouvernement de Nouvelle-Galles du Sud. En 1885 il est élu à l'Assemblée législative de Nouvelle-Galles du Sud, où il défend un développement de l'enseignement technique et le droit de vote des femmes,. 
Aux premières élections fédérales australiennes en 1901, il est élu à la Chambre des représentants comme membre du Parti protectionniste. Il est le vice-président du Conseil exécutif dans le gouvernement d'Alfred Deakin de 1905 à 1906, puis ministre de l'Intérieur de 1906 à 1907 et ministre de la Défense de 1907 à 1908. Il introduit une politique de formation militaire obligatoire des jeunes hommes, s'inspirant du modèle suisse. En 1908 il est fait chevalier commandeur de l'ordre de Saint-Michel et Saint-Georges. En 1910, il quitte la politique en raison de problèmes de santé, et s'établit comme fermier au bord de la rivière Tweed. 